# Ochlandra talbotii
Ochlandra talbotii là một loài thực vật có hoa trong họ Hòa thảo. Loài này được Brandis mô tả khoa học đầu tiên năm 1906.